# Romano, o Melodista
Romano, o Melodista, nascido por volta de 490 em Emesa (hoje, Homs), na Síria foi um teólogo, poeta e compositor, "pertence à grande plêiade de teólogos que transformaram a teologia em poesia", nas palavras do Papa Bento XVI. Sendo uma figura pouco conhecida, Romano permanece na história como um dos mais representativos autores de hinos litúrgicos. Romano não adotou o solene grego bizantino da corte, mas um grego simples, próximo à linguagem do povo. Vivendo em Constantinopla por volta do final do reinado de Anastácio I Dicoro (518), teria tido uma visão da Virgem Maria. Maria o teria obrigado a engolir uma folha enrolada, o que teria lhe dado o dom da poesia . Considerado santo por várias tradições cristãs, bem como padroeiro do canto ortodoxo, segundo algumas fontes teria morrido por volta de 560.